# Pietrowy Budy
Pietrowy Budy (ros. Петровы Буды) – wieś (ros. село, trb. sieło) w zachodniej Rosji, w sielsowiecie kommunarowskim rejonu biełowskiego w obwodzie kurskim.

## Geografia
Miejscowość położona jest 3 km od centrum administracyjnego sielsowietu kommunarowskiego (Kommunar), 14,5 km od centrum administracyjnego rejonu (Biełaja), 69 km od Kurska.
W granicach miejscowości znajdują się ulice: Alechinka, Bołgowka, Bugor, Wygon, Zagorodniewka, Koriażenka, Michniewka, Sowietskaja, Szkolnaja.

## Demografia
W 2010 r. miejscowość zamieszkiwało 135 osób.